# Алфёровская (Вельский район)
Алфёровская — опустевшая деревня в Вельском районе Архангельской области. Входит в состав Муниципального образования «Благовещенское».

## География
Деревня расположена в южной части Архангельской области, в таёжной зоне, в пределах северной части Русской равнины, в 65,6 километрах на север от города Вельска, на правом берегу реки Устья притока Ваги. Ближайшие населённые пункты: на западе деревни Малая Аншуковская и Большая Аншуковская.
Часовой пояс
Алфёровская, как и вся Архангельская область, находится в часовой зоне МСК (московское время). Смещение применяемого времени относительно UTC составляет +3:00.

## Население
| 2002 | 2010 | 2012 | 2014 |
| ---- | ---- | ---- | ---- |
| 0    | →0   | →0   | →0   |

## История
Деревня отмечена на карте Шуберта 1826—1840 годов, но не указана в «Списке населённых мест по сведениям 1859 года», а в «Списке населенных мест Архангельской губернии на 1 мая 1922 года» в деревне Алферовская(Заборье) 11 дворов, 50 мужчин и 49 женщин. В административном отношении деревня входила в состав Благовещенского сельского общества Благовещенской волости Шенкурского уезда.